# Xerolycosa sansibarina
Xerolycosa sansibarina är en spindelart som beskrevs av Roewer 1960. Xerolycosa sansibarina ingår i släktet Xerolycosa och familjen vargspindlar. Inga underarter finns listade i Catalogue of Life.